# 2016 par pays en Océanie
Les événements de l'année 2016 en Océanie. Cet article traite des événements ayant marqué les pays situés en Océanie.
2014 par pays en Océanie - 2015 par pays en Océanie - 2016 - 2017 par pays en Océanie - 2018 par pays en Océanie
2014 en Océanie - 2015 en Océanie - 2016 en Océanie - 2017 en Océanie - 2018 en Océanie

## Australie
- 8 janvier : Un « gigantesque » feu de brousse sévit dans le comté de Waroona en Australie-Occidentale, détruisant une centaine de maisons dans la ville de Yarloop[1].
- 4 février : À Auckland (en Nouvelle-Zélande), l'Australie et la Nouvelle-Zélande signent l'Accord de partenariat transpacifique avec dix autres États en bordure de l'océan Pacifique, dont les États-Unis et le Japon. L'Accord doit encore être ratifié par chacun des États signataires[2].
- 7 mars : Un homme ouvre le feu dans une zone industrielle à Sydney, tuant un homme et en blessant deux autres avant de se suicider[3].
- 26 avril : La Cour suprême de Papouasie-Nouvelle-Guinée juge illégal le centre australien de détention de migrants sur l'île de Manus, et ordonne au gouvernement de Papouasie-Nouvelle-Guinée de le fermer dans les plus brefs délais. La Cour juge ce centre contraire au droit à la dignité humaine protégé par la Constitution[4].
- 2 juillet : Élections législatives. La Coalition (union de partis de droite et de centre-droit) perd sa majorité absolue des sièges à la Chambre des représentants, mais y conserve une majorité relative. Malcolm Turnbull demeure premier ministre.
- 28 septembre : La totalité de l'Australie-Méridionale est privée d'électricité par les effets de la plus violente tempête depuis un demi-siècle[5].

## Micronésie
- 15 juillet : Le centre cérémoniel de Nan Madol, datant du XIIIe au XVe siècle, est inscrit au patrimoine mondial par l'UNESCO[6].

## Nouvelle Calédonie
- 10 septembre : La Nouvelle-Calédonie et la Polynésie française sont admises comme membres à part entière du Forum des îles du Pacifique[7].

## Palaos
- 1er novembre : Élections législatives et présidentielle.

## Îles Salomon
- 25 février : Décès de Sir Peter Kenilorea (le 19 mai 1943), premier premier ministre des Salomon (1978-1981 et 1984-1986), à la suite d'une maladie[8].

## Samoa
- 4 mars : Élections législatives. Le Parti pour la protection des droits de l'homme (conservateur) conserve une très large majorité des sièges. Tuilaepa Sailele Malielegaoi demeure premier ministre.
- 20 décembre : Le premier ministre Malielegaoi introduit au Parlement une proposition d'amendement constitutionnel pour faire du christianisme (sans dénomination particulière) la religion d'État[9].

## Samoa américaines
- 15 juillet : Mort de Frank Barnett (âgé de 82 ans), gouverneur des Samoa américaines de 1975 à 1977[10].
- 8 novembre : Élection du gouverneur. Lolo Matalasi Moliga (sans étiquette mais proche du Parti démocrate) est réélu avec 60,2 % des voix, face à deux autres candidats.

## Tuvalu
- 22 août : Elisala Pita (en), ministre des Travaux publics et des ressources naturelles (en exercice), décède à Funafuti[11].

## Vanuatu
- 22 janvier : Élections législatives. Charlot Salwai (parti RMC, centre-droit, francophone) est élu Premier ministre par les députés, à la tête d'un large gouvernement de coalition.
- 23 février : Décès de Havo Molisale, vice-président du Parlement (en exercice)[12].

## Wallis et Futuna
- début avril : La crise coutumière wallisienne rééclate une nouvelle fois et deux monarchies rivales (Lavelua) se font intronisé sur le même territoire.